# Red Square: We Come in Waves
| Recensione | Giudizio |
| ---------- | -------- |
| AllMusic   |          |

Red Square: We Come in Waves è l'album di debutto del gruppo musicale italiano At the Soundawn, pubblicato nel 2007.

## Tracce
Testi e musiche di At the Soundawn.
1. Slight Variations – 4:46
2. Submerged – 4:33
3. One Day Before – 3:56
4. Phone Will – 6:41
5. Sundown in Rome – 1:50
6. Rain Falls – 3:11
7. Frames of You – 6:31

## Formazione
- Mirco Migliori - voce
- Andrea Violante - chitarra
- Matteo Bassoli - chitarra
- Alessio Bellotto - basso
- Enrico Calvano - batteria